# АЕЛ (баскетбольный клуб, Лимасол)
АЕЛ — кипрский профессиональный баскетбольный клуб из города Лимасол, самый титулованный клуб Кипра

## Достижения
- Чемпионат Кипра: 1974, 1978, 1980, 1982, 1983, 1985, 1987, 1988, 2003, 2004, 2005, 2006.
- Кубок Кипра: 1978, 1980, 1981, 1982, 1983, 1985, 2004.
- Суперкубок Кипра: 1985, 1998, 200., 2005, 2007.

## Известные игроки
- Александр Дедушкин
- Василий Заворуев
- Александар Радоевич